# Lefteris Nikolau-Alawanos
Lefteris Nikolau-Alawanos, gr. Λευτέρης Νικολάου-Αλαβάνος (ur. 7 lutego 1985 w Atenach) – grecki polityk, chemik i działacz partyjny, poseł do Parlamentu Europejskiego IX i X kadencji.

## Życiorys
Krewny polityka Alekosa Alawanosa. Z wykształcenia chemik, absolwent Uniwersytetu Narodowego im. Kapodistriasa w Atenach. Pracował w publicznej edukacji, został członkiem stowarzyszenia greckich chemików. Zaangażował się w działalność polityczną w ramach Komunistycznej Partii Grecji. Awansował w strukturze partyjnej, wchodząc w skład jej wydziału zagranicznego w ramach komitetu centralnego. Był też przedstawicielem komunistycznej młodzieżówki KNE w Światowej Federacji Młodzieży Demokratycznej.
W wyborach w 2019 z listy swojej partii uzyskał mandat posła do Parlamentu Europejskiego IX kadencji. Z powodzeniem ubiegał się o reelekcję w 2024.